# Fumihiko Maki
Fumihiko Maki (Tóquio, 6 de setembro de 1928 – 6 de junho de 2024) foi um arquiteto japonês, vencedor do Prêmio Pritzker em 1993.
Junto com o arquiteto britânico Richard Rogers, Fumihiko Maki desenhará os dois dos novos edifícios que serão erguidos em Nova York, no terreno do antigo WTC (Zona Zero), destruído no atentado de 11 de setembro de 2001.

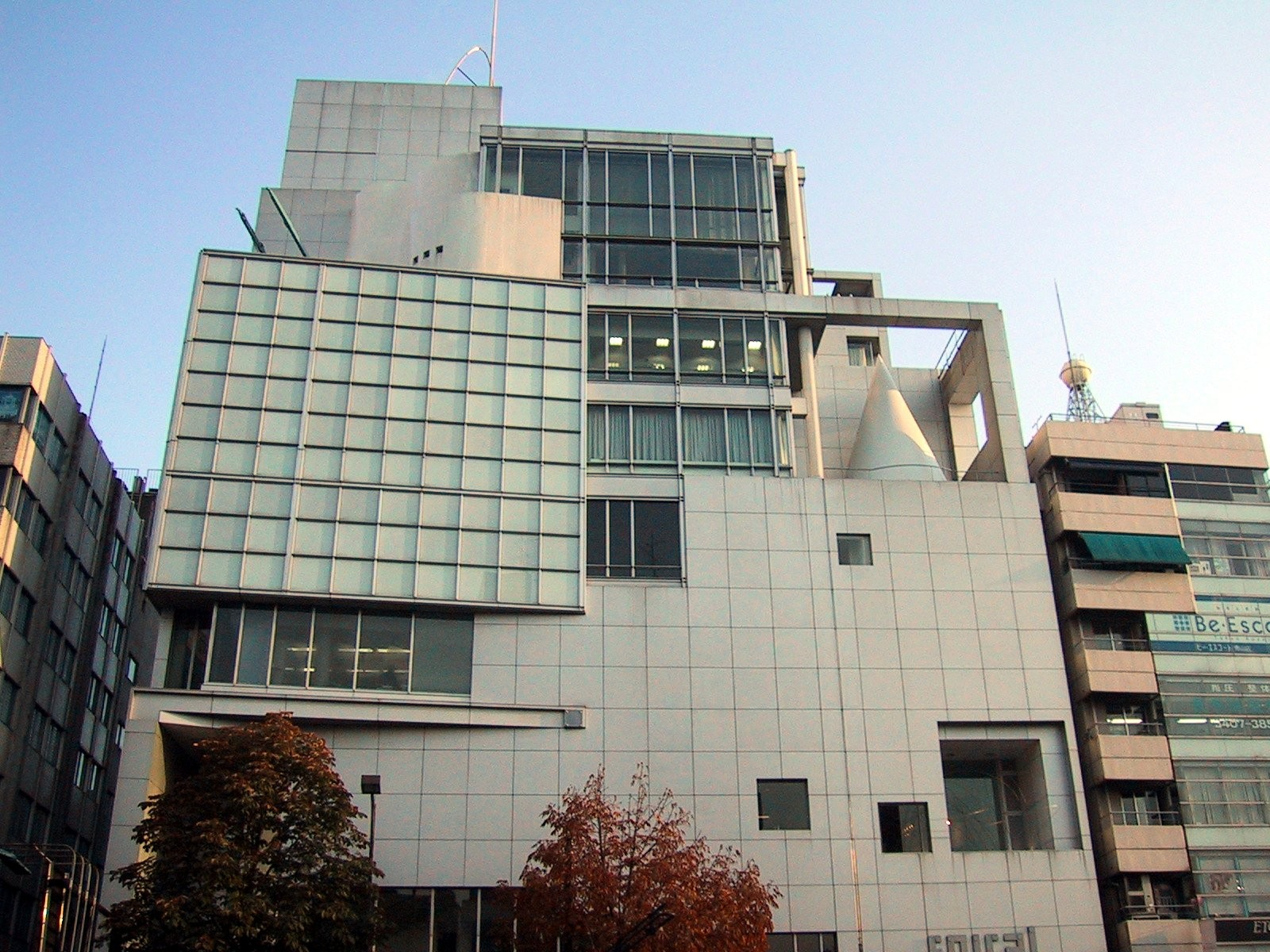
Spiral house, Tóquio

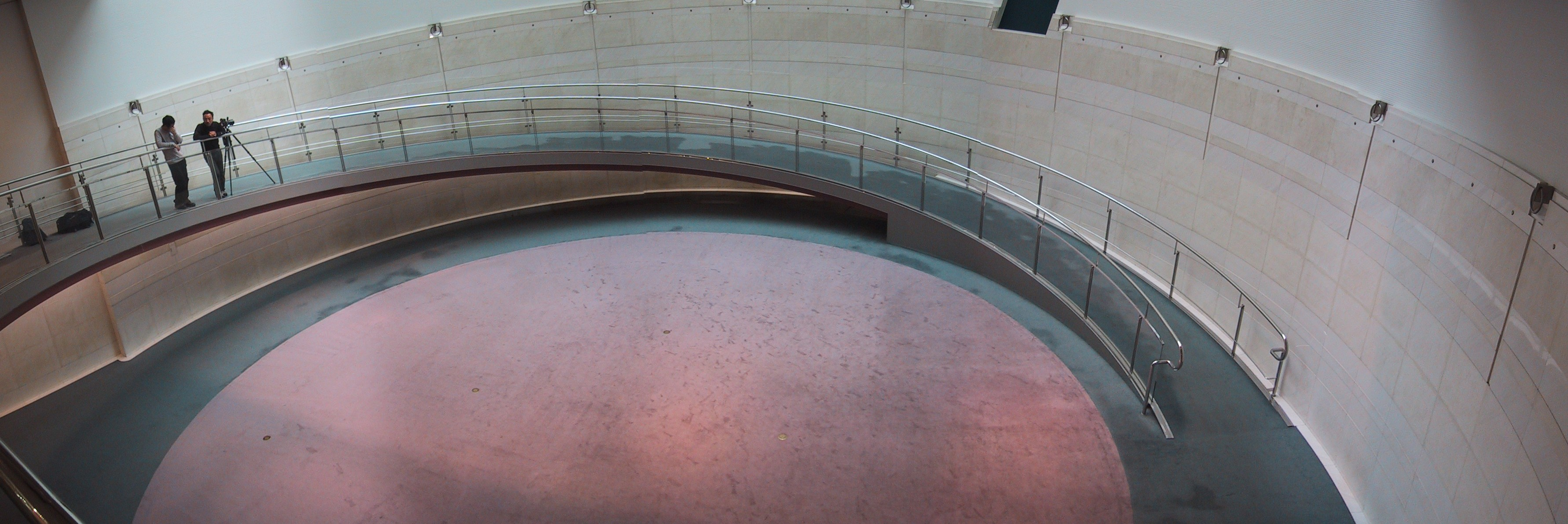
Spiral house, Tóquio

## Biografia
Depois de fazer o bacharelato em arquitectura na Universidade de Tóquio, mudou-se para os Estados Unidos onde fez um mestrado na Cranbrook Academy of Art em Bloomfield Hills, Michigan, e depois na Harvard Graduate School of Design em Cambridge (Massachusetts). Em 1956, tornou-se professor assistente de arquitectura na Universidade Washington em St. Louis, onde teve também o seu primeiro reconhecimento: o Steinberg Hall (um centro de arte). Este edifício permaneceu como a sua única obra completa nos Estados Unidos até 2006, ano em que terminou o novo edifício do Museu de Arte Mildred Lane Kemper (Também na Universidade Washington).
Trabalhou para a Skidmore, Owings, and Merrill em Nova Iorque (1954-55) e para a Sert Jackson and Associates em Cambridge (1955-58), antes de criar a sua própria agência, a Maki and Associates em 1965. No Japão, Maki é responsável por um conjunto de edfícios, designado Hillside Terrace no bairro Shibuya de Tóquio. Também em Tóquio projectou o famoso edifício Spiral. Os seus projectos incluem sempre materiais como o vidro e telas metálicas.
Morreu em 6 de junho de 2024, aos 95 anos.

## Principais obras
- Steinberg Hall na Universidade Washington (1967, em St. Louis)
- Hillside Terrace (1969, em Tóquio)
- Escola Internacional de St. Mary's (1971, em Tóquio)
- Complexo Desportivo Municipal de Osaka (1972, em Osaka)
- edifício Spiral (1985, em Tóquio)
- Makuhari Messe (1989, em Chiba)
- Complexo Gímnico Metropolitano de Tóquio (1991, em Tóquio)
- Yerba Buena Center for the Arts (1993, em San Francisco)
- Hillside West (1996-1998, em Tóquio)
- Conjunto Global Gate (2000-2006, em Düsseldorf)
- Edifício comercial Solitaire (2001, em Düsseldorf)
- TV Asahi (2003, em Tóquio)
- Republic Polytechnic (2006, em Singapura)
- Museu de Arte Mildred Lane Kemper (2006, em St. Louis)
- Delegation of the Ismaili Imamat (2008, em Ottawa)
- Media Lab no M. I. T. - Instituto Tecnológico de Massachusetts (em curso, Cambridge, Massachusetts)

## Gallery of works

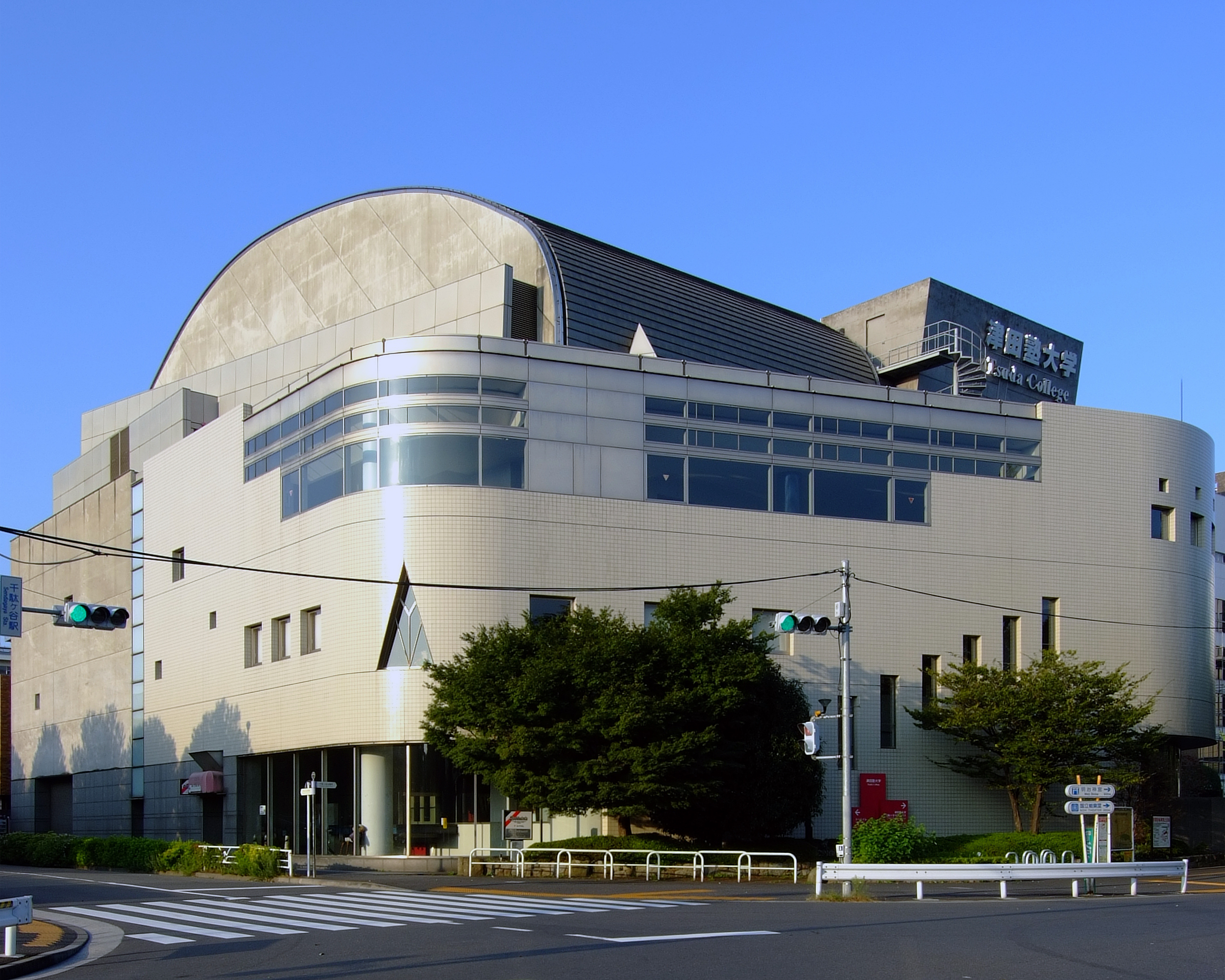
Tsuda Hall, Tóquio (1988)
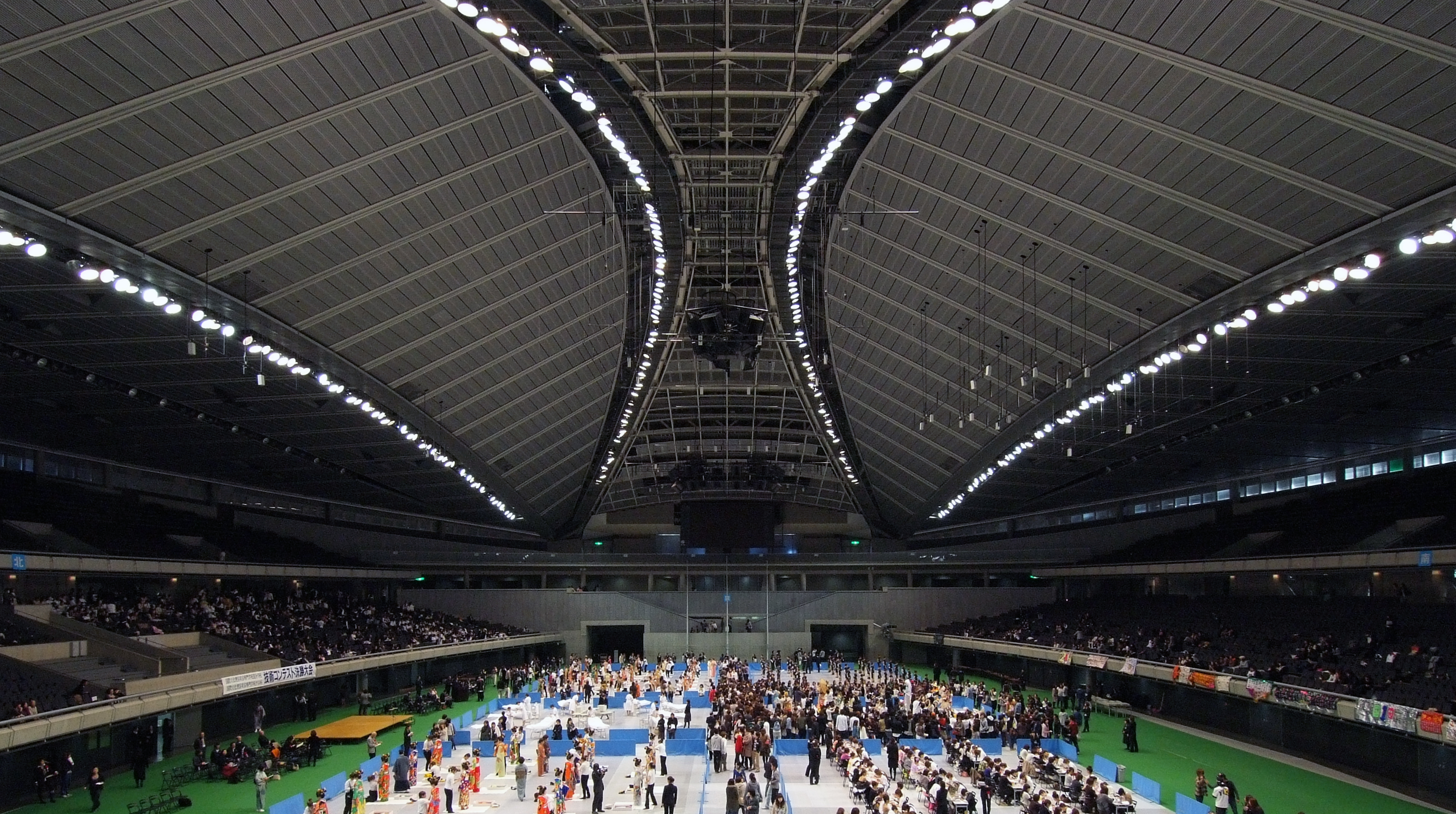
Tóquio Metropolitan Gymnasium, Sendagaya Tóquio (1990)
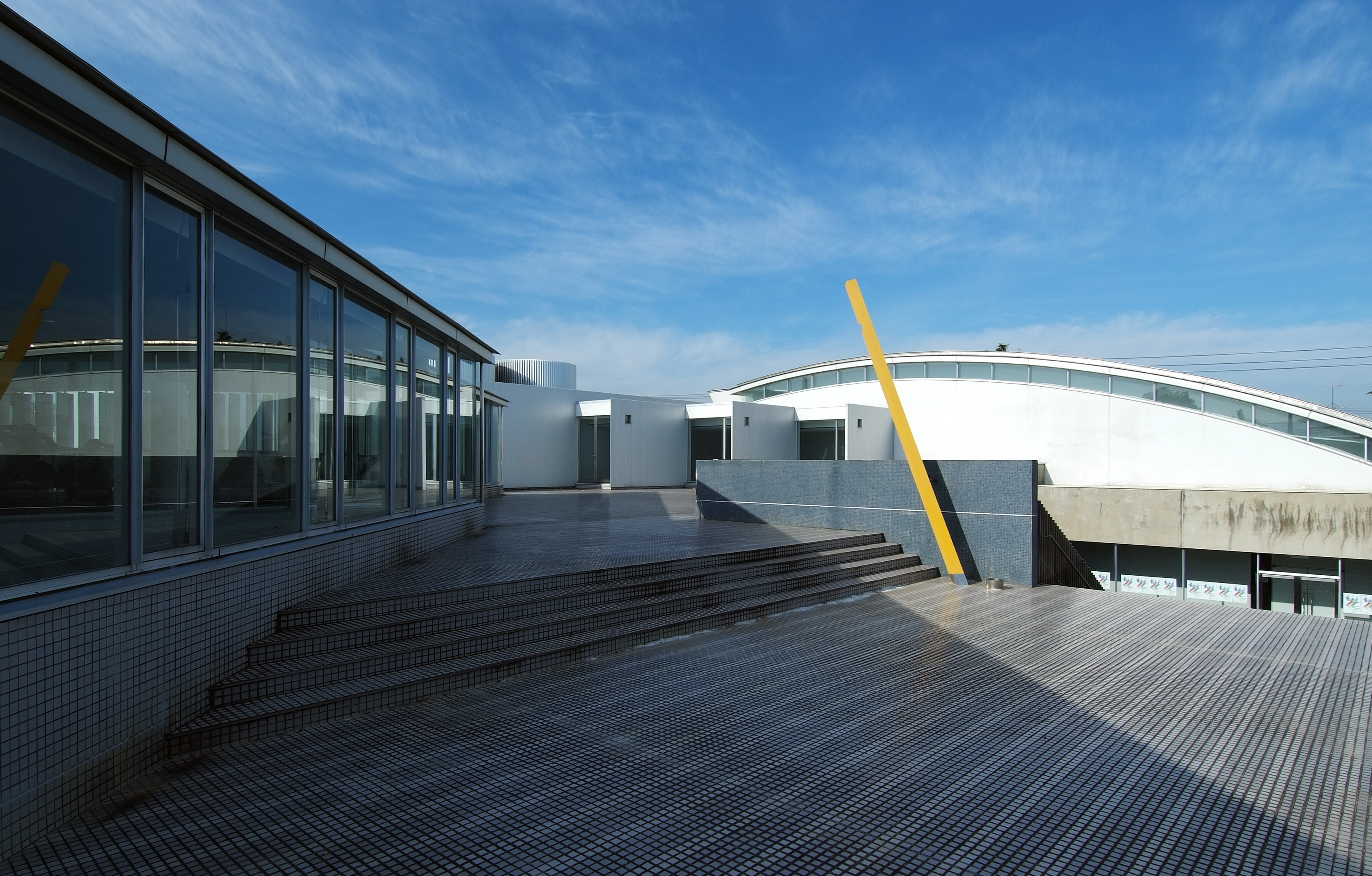
Nakatsu Obata Commemoration Library, Nakatsu Ōita Japan (1993)
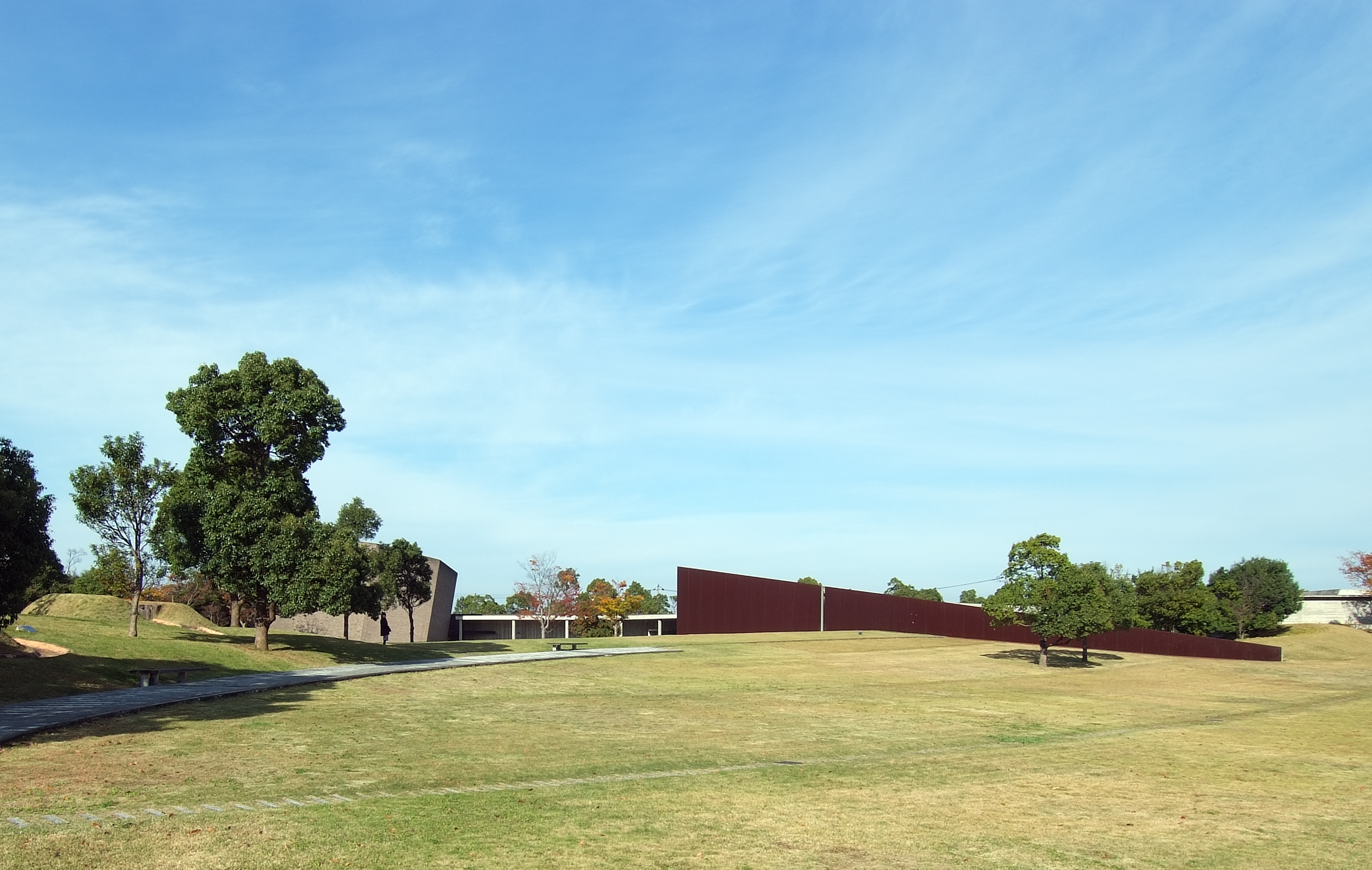
Kaze-no-Oka Crematorium (1997)
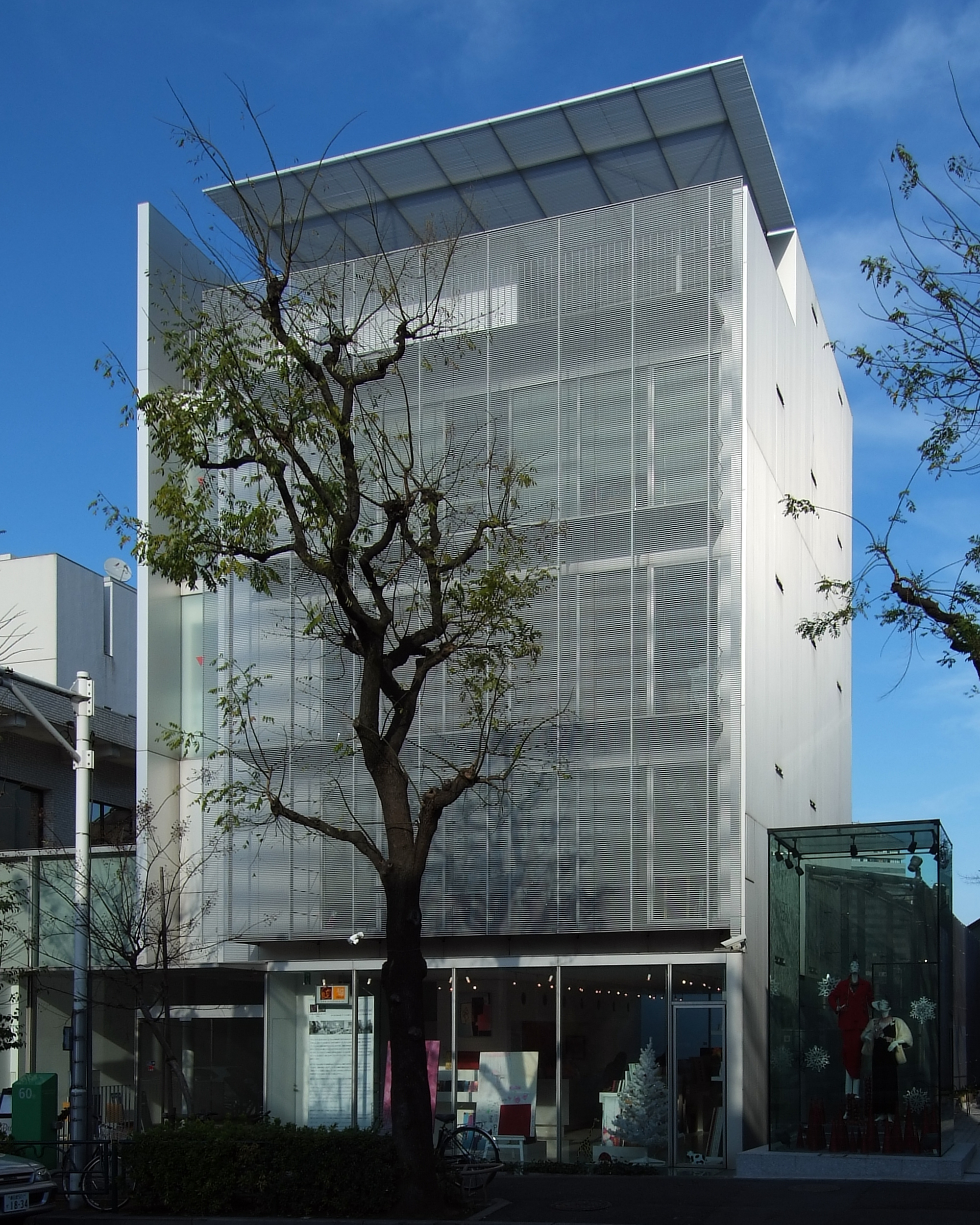
Hillside West (1998)
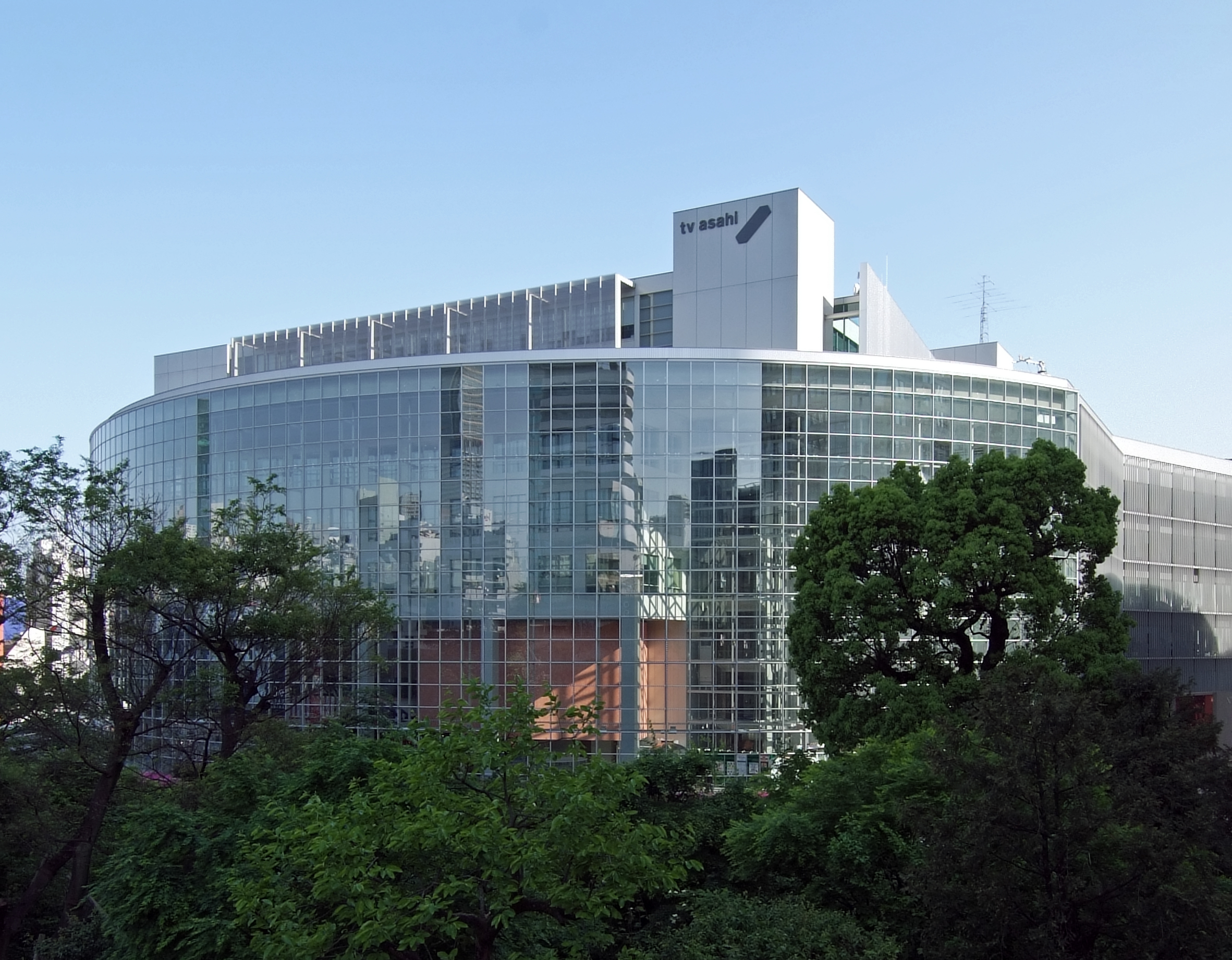
TV Asahi Sede, Tóquio (2003)
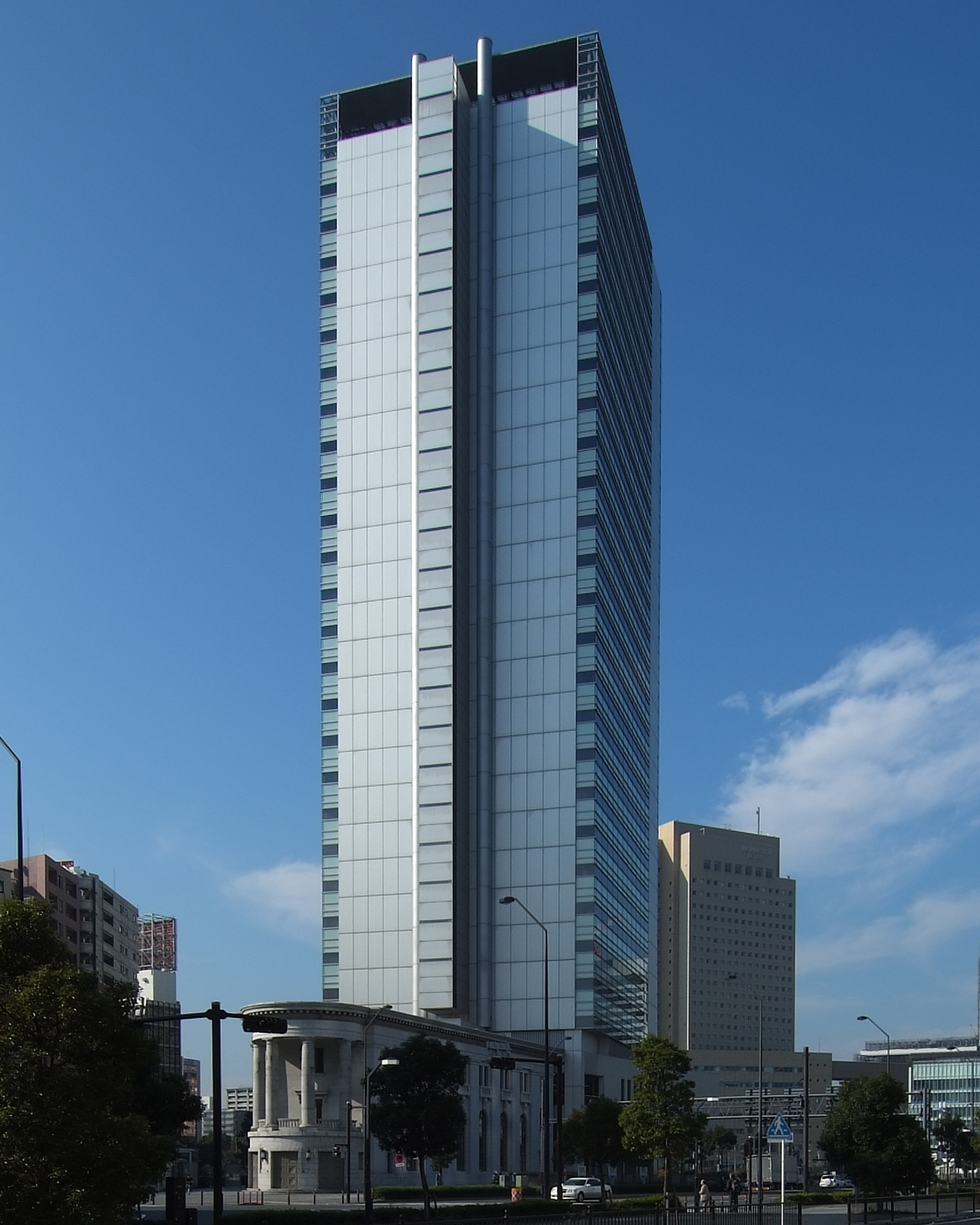
Torre da Ilha de Yokohama, Yokohama
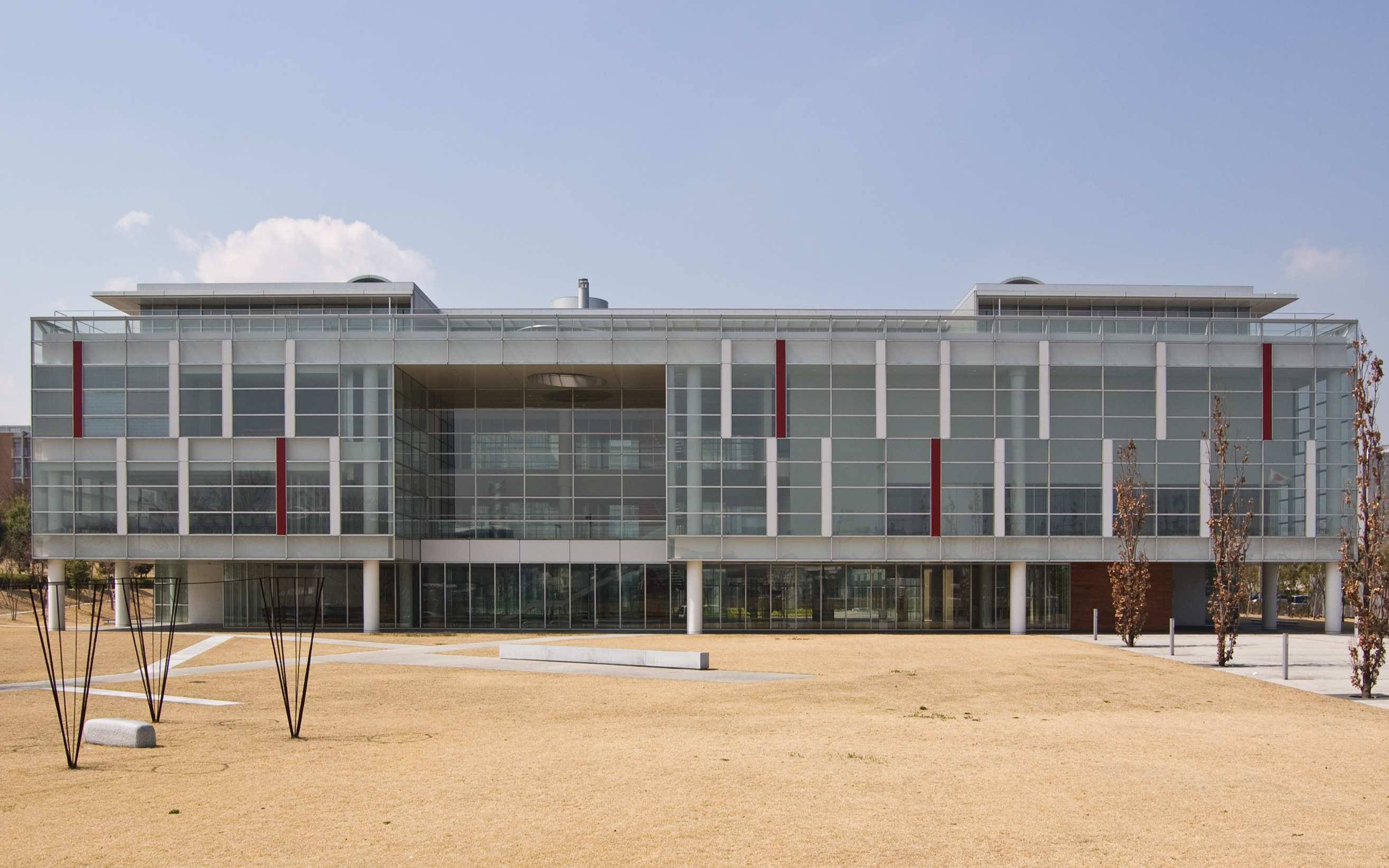
Instituto Nacional de Língua Japonesa, Tóquio (2005)
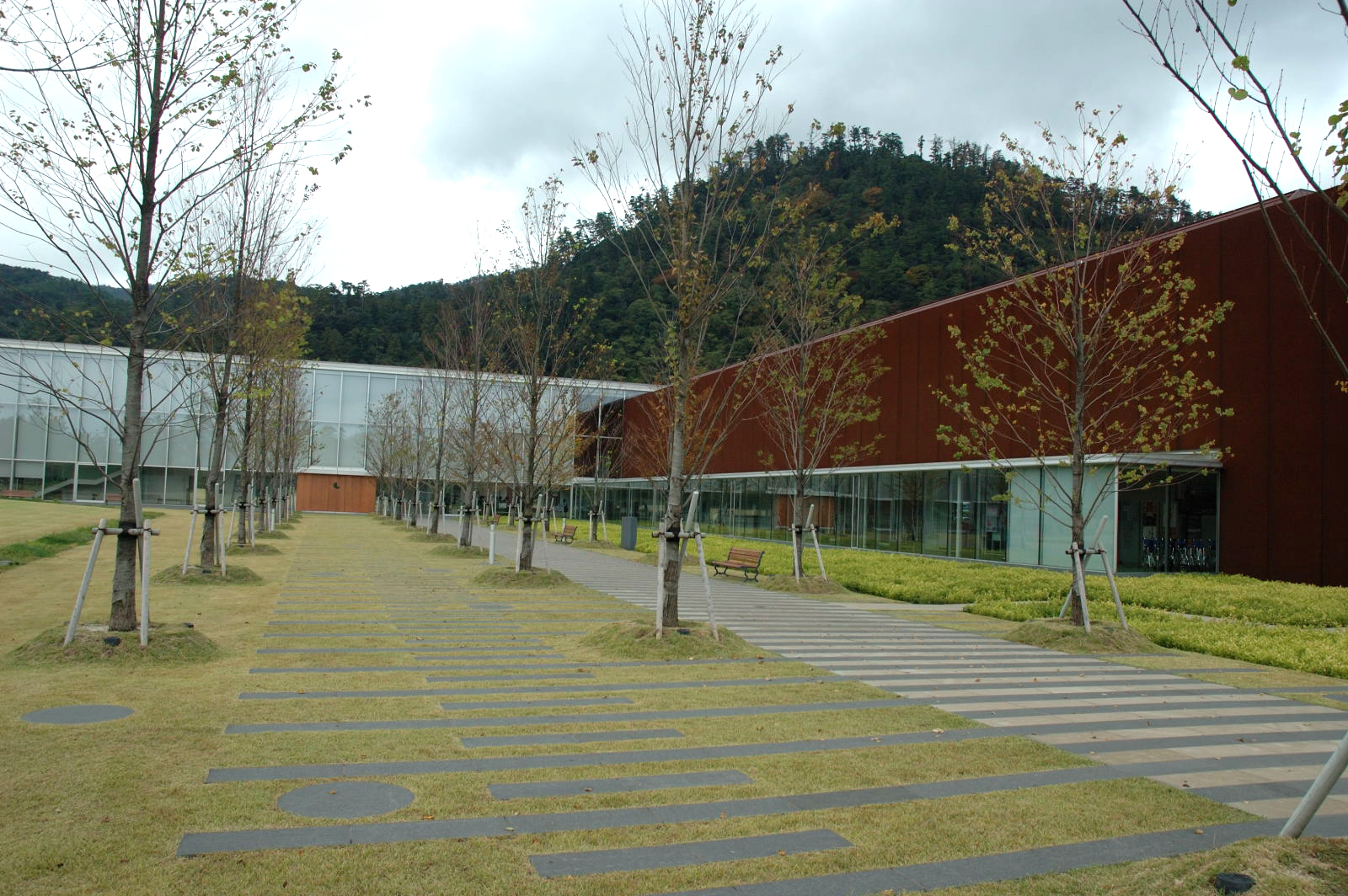
Shimane Museum of Ancient Izumo, Shimane Japão
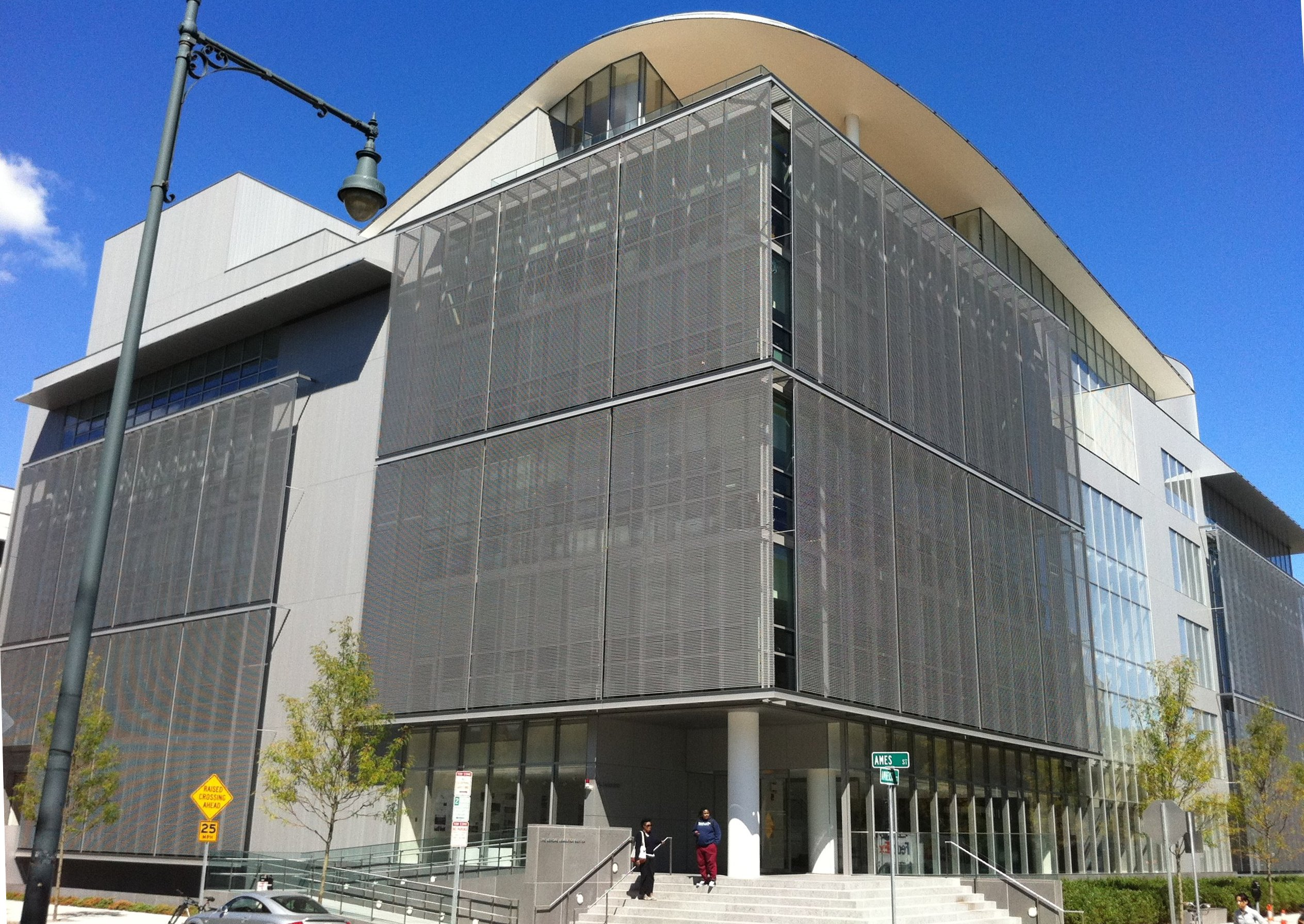
MIT Media Lab Extension, Cambridge, Massachusetts (2009)
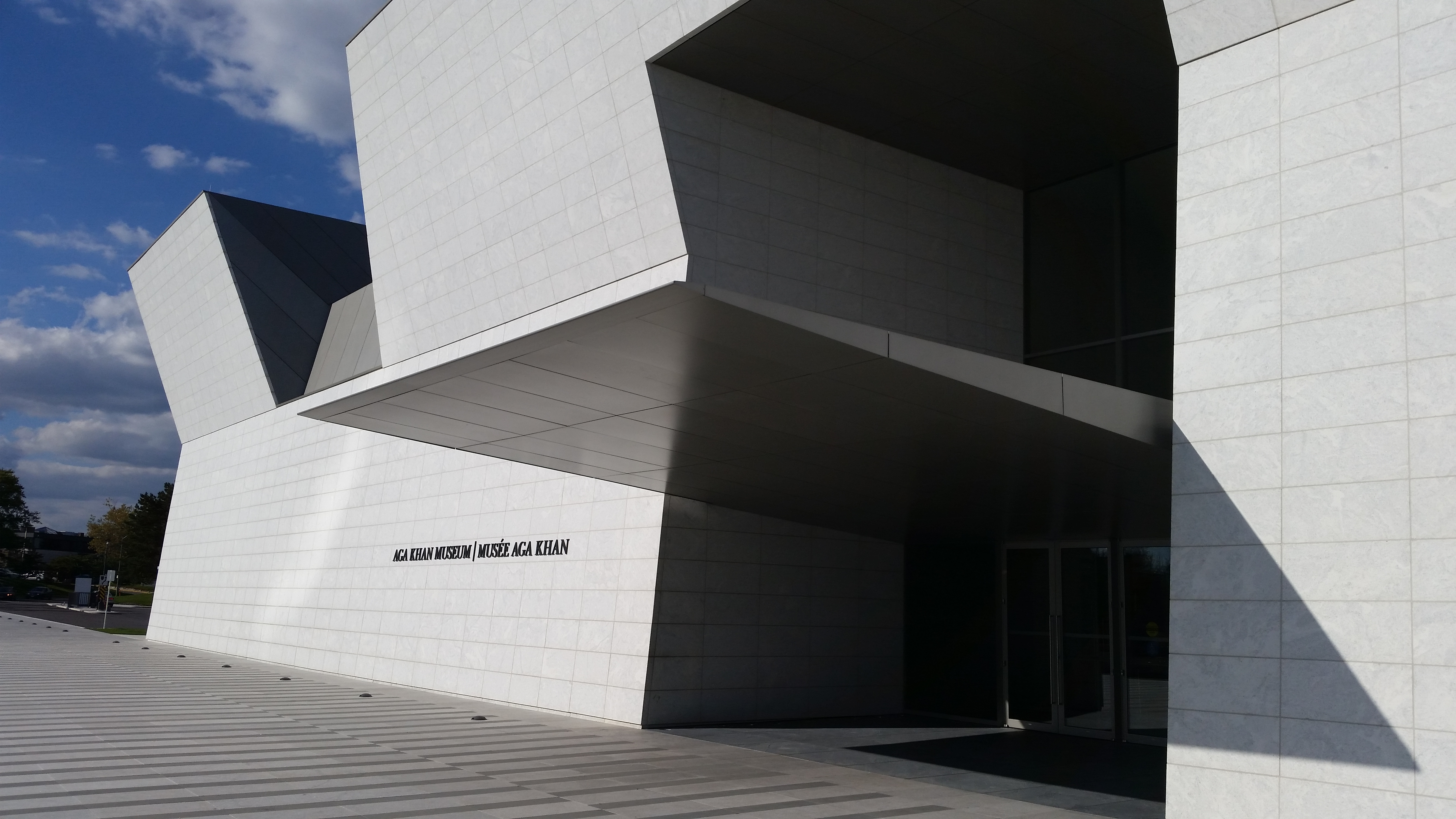
Aga Khan Museum, Toronto (2014)